# سید رضا عزیزی
سید رضا عزیزی کشتی گیر
اهل شهرری (زادهٔ ۱۶ آذر ۱۳۷۲) کشتی‌گیر  ایران در دسته‌های ۵۷ و ۶۱ کیلوگرم کشتی آزاد است. او نایب‌قهرمان مسابقات قهرمانی لیگ برتر کشتی با تیم های استقلال تهران واترک خراسان شمالی است. وی عضو تیم ملی بزرگسالان در تورنومنت جام دیمیتری کرکین روسیه در سال 2013 بود.مربی تیم ملی  کشتی آزاد نوجوانان در سال 2024 که در کشور اردن به مقام نایب قهرمانی جهان رسید.